# Nesquik
Nesquik («Несквик»; образовано от слов Nestlé и англ. quick — «быстрый») — торговая марка растворимого шоколадного напитка, шоколада, мороженого и конфет. Принадлежит швейцарской компании Nestlé.
Разработан в 1948 году в США и выпущен под названием Nestlé Quik. В 1950 году выпущен в Европе под названием Nesquik. Выпускается как на собственных производствах, так и по лицензионным договорам на сторонних предприятиях (например, в России с 2001 года часть ассортимента выпускалась Останкинским молочным комбинатом).
Под этой маркой продаются сухие шоколадные завтраки, шоколадки, растворимый какао и другая какаосодержащая продукция.

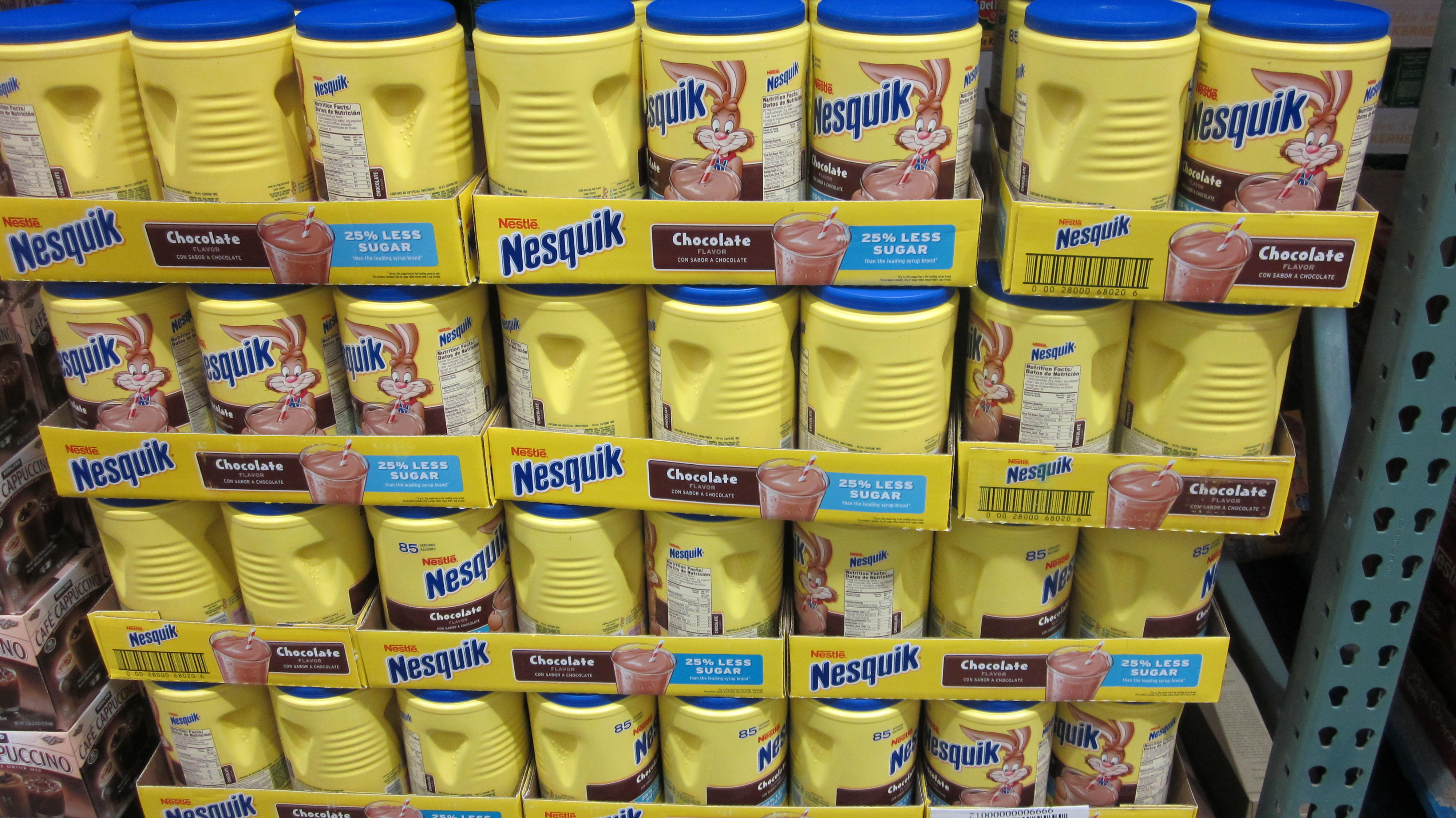
Упаковки растворимого какао-порошка от Nesquik

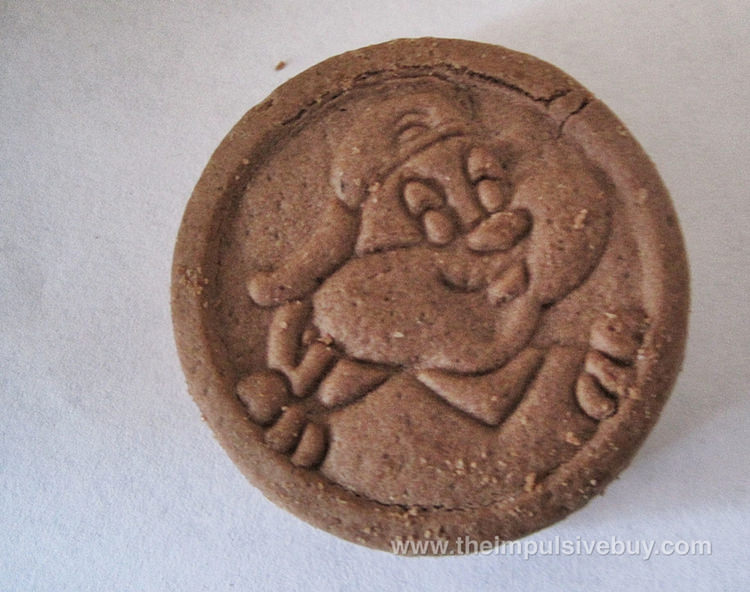
Шоколадное печенье с изображением кролика "Квики" от Nesquik

## Маскот
Кролик Квики (известен под именами Quicky the Nesquik Bunny в Европе и Nesquik Bunny в США) — маскот торговой марки Nesquik, антропоморфный кролик, умеющий закручивать уши одно вокруг другого.
Впервые кролик Квики появился в 1973 году в качестве героя рекламы напитка «Quik», и на тот момент назывался Quik Bunny. На то время он носил только медальон в виде буквы «Q». В 1999 году бренд «Quik» был переименован в «Nesquik», вместе с тем было изменено и имя кролика. Также была заменена буква медальона на «N».
Начиная с второй половины 2000-х годов, образ Квики был дополнен синими брюками и жёлтой футболкой и бейсболкой. В англоязычном оригинале кролика Квики озвучивает Барри Гордон, а в России — Дмитрий Полонский. Его соперника, медведя Джерри, в англоязычном оригинале озвучивает Пол Ньюман, тогда как в России это делает Александр Груздев.
Кроме мультипликационной рекламы, Квики являлся героем комиксов «DC Universe». Также он появляется в мультипликационном сериале «Южный парк» в серии «Воображляндия, эпизод III», как один из жителей Воображляндии.